# 9510 Gurnemanz
A 9510 Gurnemanz (ideiglenes jelöléssel 5022 T-3) a Naprendszer kisbolygóövében található aszteroida. Cornelis Johannes van Houten, Ingrid van Houten-Groeneveld és Tom Gehrels fedezte fel 1977. október 16-án.